# 尤蒂卡鎮區 (明尼蘇達州威諾納縣)
尤蒂卡鎮區（英語：Utica Township）是位於美國明尼蘇達州威諾納縣的一個行政鎮區。

## 歷史
尤蒂卡鎮區於1858年成立，得名自紐約州的尤蒂卡。

## 地方資料
尤蒂卡鎮區的面積為87.80平方千米，皆為陸地。根據2020年美國人口普查的數據，當地共有人口574人，而人口密度為每平方千米6.54人。